# Verkehrspolitik
Verkehrspolitik ist eine sektorale Strukturpolitik, die auch die allgemeine Daseinsvorsorge berührt. Dabei verfolgt der Staat das Ziel, die Verkehrsinfrastruktur vorausschauend zu planen und umzusetzen. Weiterhin wird mit dem Verkehrsrecht geregelt, wie und unter welchen Voraussetzungen die Verkehrswege zu nutzen sind. Der Verkehr soll ökonomisch effizient, ökologisch verträglich und in sozial ausgewogener Form stattfinden.
Die Verkehrspolitik kann für mehr oder weniger Infrastruktursysteme zuständig sein – je nach Auffassung im jeweiligen Land. So können u. U. der Leitungsverkehr (z. B. Erdöl- und Erdgas-Pipelines, Elektrizitätsleitungen) sowie andere Verkehrsformen wie Dienstleistungs-, Kapital-, Nachrichten- oder Fremdenverkehr sowie das Postwesen zum Aufgabenfeld der Verkehrspolitik oder auch der Wirtschaftspolitik gehören. Der Bereich der Informationsübertragung wird neuerdings zwar häufig aus dem Bereich der Verkehrspolitik herausgelöst, doch gibt es auch Gegentendenzen z. B. in Form der Gründung von Infrastrukturministerien.
Eine Verkehrspolitik mit dem Ziel, Verkehr und Mobilität auf nachhaltige Energieträger, sanftere Mobilitätsnutzung und eine Vernetzung verschiedener Formen des Individualverkehrs und des öffentlichen Personennahverkehrs umzustellen, wird als Verkehrswende bezeichnet.

## Geschichte
Ab wann die ersten Gemeinwesen anfingen, sich planmäßig, strategisch und nachhaltig um die Verbesserung der verkehrlichen Verhältnisse zu kümmern, lässt sich wohl nicht klären. Erste Maßnahmen dürfte einfacher Brückenbau (Baumstamm über einen Bach), die einfache Wegweisung bei Nomaden (z. B. Steinhaufen, Ritzen im Baum) oder einfache „Straßenbaumaßnahmen“ (Reisig und Sand in Pfützen legen) gewesen sein.

## Orient, Antike und Mittelalter

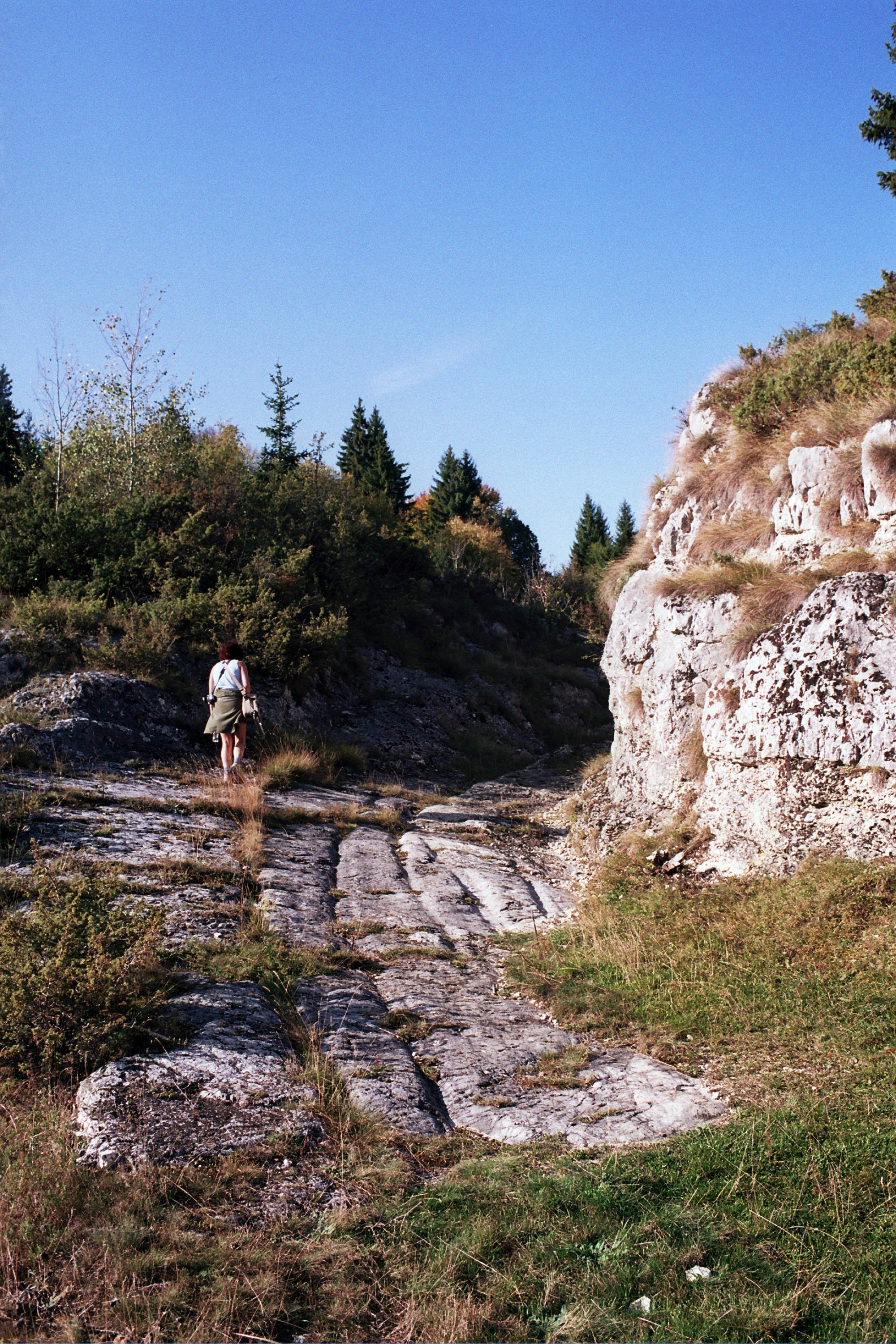
Römerstraße im Kreis Dâmbovița (Rumänien)

Geschichtlich bekannt ist der Straßenbau bei den Babyloniern (2000 v. Chr.), bei den Persern und erst recht dann bei den Römern. Auch die Inka-Herrscher ließen ein Straßensystem zur Kontrolle ihres Reichs anlegen.
Wegzölle sind schon aus dem 7. Jahrhundert v. Chr. bekannt, als die Assyrer Straßengebühren für die Hauptstraßen erhoben. In Europa gibt es solche Zölle seit dem Mittelalter; sie gehen auf Abgaben für die Volksstämme zurück, deren Gebiete von den Reisenden durchquert wurden.
Neben dem ausgedehnten Straßennetz gab es auch schon früh straßenverkehrsrechtliche Regelungen. Von Cäsar wird berichtet, dass er zu gewissen Tagesstunden die Einfahrt in das Geschäftszentrum von Rom verbot, um den täglichen Verkehrsstau zu verhindern. Auch die ersten Rechtsnormen des Mittelalters, das die alten Verkehrswege weiter nutzte, ohne sie aber zu erneuern, bezogen sich wie etwa die Vorgabe einer Mindeststraßenbreite im Sachsenspiegel von 1220 nicht auf den Ausbau der Straßen, sondern auf die Regelung des Verkehrs.

## Frühe Neuzeit
Erst zu Beginn der Neuzeit gab es erneute Versuche zum Ausbau bedeutender Fernstraßen durch die Territorialherren, um die Verkehrsströme durch das eigene Territorium und in dessen Städte und zu Zollstätten zu leiten. Ein Beispiel bildet der Bau der Kesselbergstraße 1492. Den Bedürfnissen des Handels und der Diplomatie dienten Postlinien. 1490 wurde die erste dauerhaft betriebenen Postlinie im Heiligen Römischen Reich unter Maximilian I. von Italien über Innsbruck nach den Niederlanden („Niederländischer Postkurs“) eingerichtet.
Auch der zunehmende Schiffsverkehr erforderte Regulative, so dass Hamburger Schiffsrecht von 1301. Behandelt werden u. a. das Rechtsverhältnis zwischen Schiffer und Schiffsleute, die Frachtvereinbarungen, Überladung des Schiffes, Flaggenführung, Seenotlagen, Kollision und Bergung und die Reederei. Viele Regelungen fanden Eingang ins Stadtrecht und blieben bis ins 19. Jahrhundert in Kraft.

## Merkantilismus und Industrialisierung
Erst seit dem 18. und vor allem im 19. Jahrhundert kam das Wegenetzes unter staatliche Aufsicht und Verwaltung und erreichte ähnliche Standards wie zur Römerzeit. Wegebauordnungen mit der Regelung der Verantwortlichkeit für den Straßenunterhalt gibt es seit dem 17. Jahrhundert. Der Bau von Kunststraßen seit dem 18. Jahrhundert wurde durch den Merkantilismus und die Industrialisierung gefördert. Wegweisend war die Entwicklung in Frankreich: 1699 schafft Jean-Baptiste Colbert unter Ludwig XIV. die Position des staatlichen Commissaire des ponts et chaussées (etwa: Beauftragter für Brücken- und Straßenbau). In Kurbayern wurde 1751 eine Generalstraßenbaudirektion eingerichtet, und schon 1766 wurde der überwiegende Teil der bayerischen „Haupt-, Land- und Commercialstraßen“ als „chaußirt“ (befestigt) bezeichnet.
In England waren seit 1706 Turnpike Trusts verantwortlich für die Instandhaltung und auch den Bau von Hauptstraßen, die durch Mauteinnahmen finanziert wurden. 1844 gab es etwa 1000 solche lokalen Trusts. Seit dem 18. Jahrhundert wurden auch Mindeststraßenbreiten von zunächst 18, später 9 Metern verordnet, um die Spurenbildung in den Straßen zu reduzieren und den Durchzug großer Schafherden zwischen den zunehmend eingezäunten Farmen zu sichern. Durch die starke Zunahme des Pferdeverkehrs war die englische Regierung 1773 genötigt, Regulierungen zu erlassen, welche den Linksverkehr festschrieben. 1835 wurde dieser durch die Highway Bills zum Gesetz erhoben.
Neben dem Straßenverkehr gewann in der Phase der Industrialisierung der Binnenschiffs- und später der Eisenbahnverkehr an Bedeutung, da Massengüter wie Kohle und Erz nicht auf der Straße zu den Verarbeitungszentren transportiert werden konnten. Die Entwicklung in England war hier wegweisend: Der Bridgewater-Kanal von 1761 war der erste moderne künstlich angelegte Kanal, der nicht nur aus ausgebauten natürlichen Wasserwegen bestand.
Der schnell wachsende Kapitalbedarf für den Ausbau des Schienenverkehrs führte dazu, dass Privatbahnen allmählich von Staatsbahnen verdrängt wurden. 1838 wurde die Herzoglich Braunschweigische Staatseisenbahn zwischen Braunschweig und Wolfenbüttel, die erste deutsche Staatseisenbahn eröffnet. Seit den 1850er Jahren wurden die Eisenbahnen europaweit vernetzt. Nach der Gründerkrise und der drohenden Pleite vieler Privatbahnen (der Eisenbahnkrise der 1870er Jahre) kam es 1880–1888 zur Verstaatlichung der meisten Privatbahnen in Preußen (die süddeutschen Eisenbahnen waren bereits staatlich). In dieser Zeit bildete sich die Idee der Gemeinwirtschaftlichkeit der Eisenbahn heraus, die die deutsche Bahnpolitik bis in die 1980er Jahre prägte. Gleichzeitig erfolgte aber der Eisenbahnausbau in Preußen verstärkt nach strategischen Gesichtspunkten, so etwa im Fall der Kanonenbahn Berlin – Metz oder der Glantalbahn.

Reichspostflagge 1892–1918

Seit 1885 subventionierte das Deutsche Reich zahlreiche von privaten Reedereien betriebene Liniendienste nach Übersee Reichspostdampfern v. a. zur Versorgung der eigenen Kolonien und zum Transport eiliger Güter der Fernhandelsunternehmen. Vor dem Ersten Weltkrieg besaß Deutschland die zweitgrößte Handelsflotte der Welt, von denen einige Dutzend die Reichspostflagge führten.

## Weimarer Republik
1919 wurde das Reichsverkehrsministerium mit einem umfassenden Regelungsanspruch gegründet. 1920 trat der Staatsvertrag zur Gründung der Deutschen Reichseisenbahnen (Deutsche Reichsbahn) in Kraft. Er unterstellte die vormaligen Länderbahnen der Hoheit des Deutschen Reiches. Gleichzeitig wehrte sich das Reich gegen die Pläne der Fachkommission des Völkerbundes für Transport und Transit, eine Reihe von europäischen Eisenbahnstrecken (u. a. solche, Deutschland mit den Nachfolgestaaten Österreich-Ungarns verbanden) unter internationale Kontrolle zu stellen. Diese Pläne wurden vor allem von Frankreich betrieben, das eine internationale Transitstrecke von Paris bzw. von Bordeaux am Atlantik nach Odessa am Schwarzen Meer entlang etwa des 45. Breitengrades unter Umgehung des deutschen Territoriums ausbauen wollte. Diese Trasse existierte bereits zu 90 Prozent und wurde seit 1919 vom Simplon-Orient-Express ab Paris genutzt.

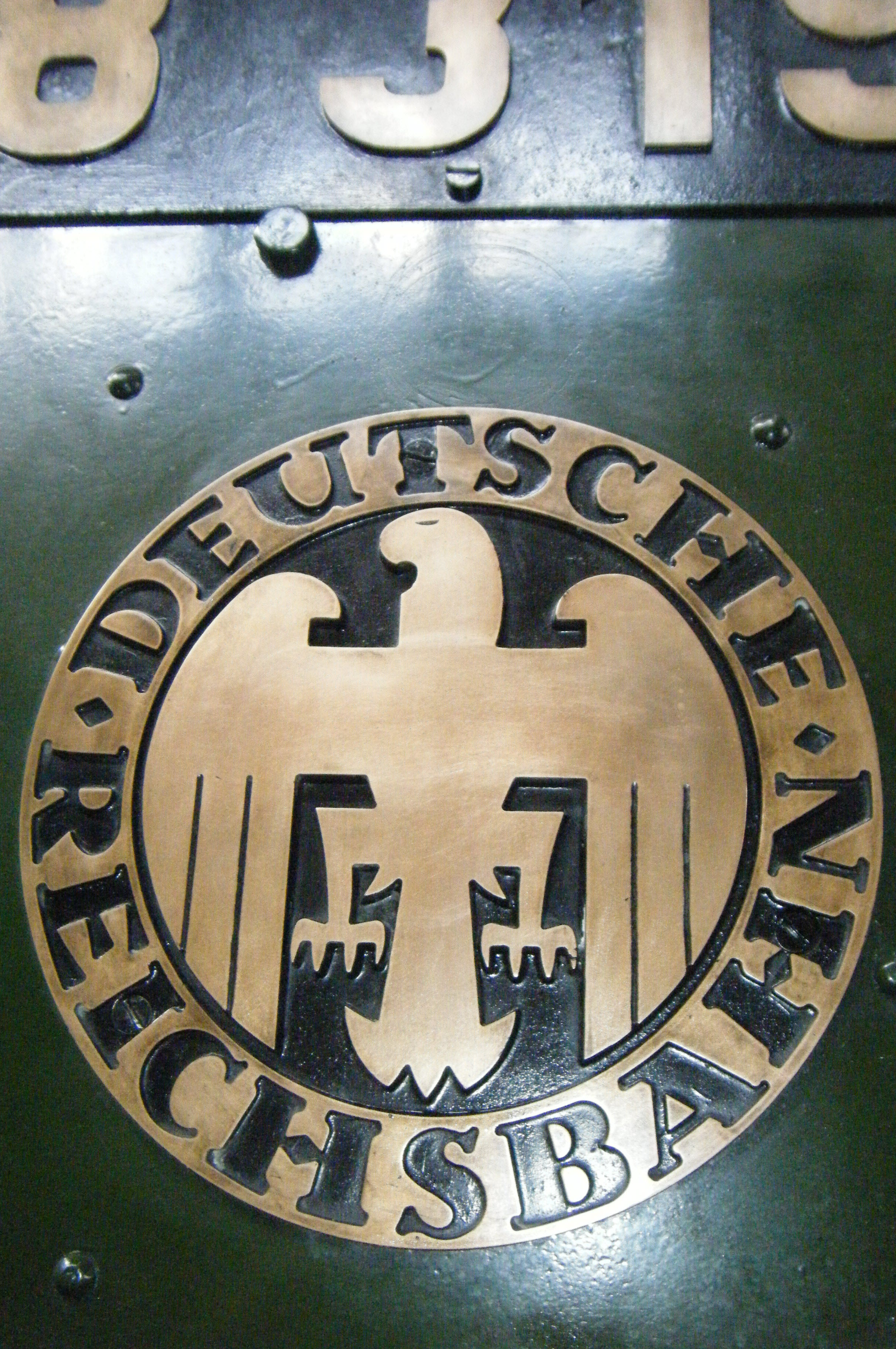
Emblem der DRG bis 1937 und der Deutschen Reichsbahn seit 1937

Um den hohen alliierten Reparationsforderungen nach dem Dawes-Plan zu entgehen, wurde die Reichsbahn zwischen 1924 und 1937 als Deutsche Reichsbahn-Gesellschaft (DRG) in privatrechtlicher Form betrieben. Obwohl nach dem Ersten Weltkrieg in ganz Europa die Liberalisierung des Verkehrs zum Erliegen kam, wuchs durch die Gründung der DRG zunächst die Konkurrenz der Güterverkehrsträger Bahn und LKW. Allerdings gewann die zunächst erfolgreiche, dann durch die anhaltende Weltwirtschaftskrise defizitäre Reichsbahn-Gesellschaft 1932 durch Notverordnung ein Quasi-Monopol im Gütertransport und band viele Speditionen fest an sich. Auch im Personenbusverkehr engagierte sich die Reichsbahn ebenso wie die Reichspost.
Hingegen hatte die allmähliche Motorisierung zur Zeit der Weimarer Republik – 1925 kam ein Auto auf 400 Einwohner – noch kaum Auswirkungen auf den Fernstraßenbau. Erst Ende der 1920er Jahre kam es zur Planung einer privaten mautpflichtigen Autobahn von Hamburg über Frankfurt nach Basel, der HaFraBa (heute A 5 und nördliche A 7). Die Planungen wurden später von den Nationalsozialisten übernommen und realisiert.

## Zeit des Nationalsozialismus
Bis 1935 hatte sich die Zahl der Autos gemessen an der Zahl der Einwohner gegenüber 1925 fast verfünffacht; doch war dies im internationalen Vergleich immer noch sehr wenig: In den USA war dieses Verhältnis etwa 18-mal größer. Hitler beschloss durch eine Bündelung von Technologie-, Industrie-, Verkehrs- und Beschäftigungspolitik die Automobilisierung voranzutreiben und Deutschland an die Spitze der technischen Entwicklung im Kraftfahrzeugbereich zu bringen. Für ihn war die Automobilisierung in Zeiten der Verunsicherung der Autoindustrie durch die Weltwirtschaftskrise ein wichtiges Element zur Errichtung der „Volksgemeinschaft gehobenen Konsums“, wofür sogar die Kraftfahrzeugsteuer für Neuwagen abgeschafft wurde. Durch das touristische Erwandern und „Erfahren“ sollten die heimatlichen Lande technisch, ökonomisch und vor allem auch ideologisch integriert werden (worin das Automobil dem Rundfunk vergleichbar war). Dazu dienten auch die Inszenierungen des Rennsports und die Gründung von Automobilclubs. Nach der wirtschaftlichen Erholung 1933/34 erstarkten die Mittelschichten und es entstand eine gewisse Nachfrage nach Automobilen. 1937 wurde die „Gesellschaft zur Vorbereitung des Volkswagens mbH“ (Gezuvor) mit dem Ziel der Entwicklung eines relativ billigen Kleinwagens gegründet, um diesen Bedarf zu befriedigen. Eine weitere Absicht dieses Vorhabens war es, eine große private Automobilreserve zu schaffen, die im Kriegsfall requiriert werden konnte. 1938 übertraf Deutschlands Kraftfahrzeugproduktion erstmals die Frankreichs und erreichte den europäischen Platz 2 nach England.
Obwohl schon 1933 mit dem „Amt des Generalinspektors für das deutsche Straßenwesen“ unter Fritz Todt in Konkurrenz zum den Bahninteressen verpflichteten Reichsverkehrsministerium der Autobahnbau forciert werden sollte, stand dabei eher der Aufbau des Reichsarbeitsdienstes, einer Pflichtorganisation des Arbeitseinsatzes und der vormilitärischen Ausbildung, im Mittelpunkt. In logistischer Hinsicht spielte der Autobahnbau in der NS-Verkehrspolitik anfangs keine zentrale Rolle. Die unter Hitler gebauten ca. 3.000 Autobahnkilometer (bis 1936 waren es erst 1.000) erlangten keine große logistische Bedeutung, da zugleich der gewerbliche LKW-Güterverkehr zugunsten der Reichsbahn weiter eingeschränkt wurde. Die Militärs forderten vergeblich die Entwicklung und den Bau schwerer LKWs, was offenbar durch den Einfluss der Reichsbahn verhindert wurde, die Hitler militärstrategisch für wichtiger hielt. Es ging den führenden Nationalsozialisten primär darum, der als ruinös und anarchisch betrachtete Konkurrenz der Verkehrsträger ein Ende zu machen und damit Gemeinschaftswillen zu demonstrieren. So wurde die Reichsautobahn-Gesellschaft ein Tochterunternehmen der Reichsbahn. 1937 gliederte der Reichsbahn-Generaldirektor Julius Dorpmüller, der gleichzeitig Verkehrsminister wurde, die Reichsbahn wieder in das Verkehrsministerium ein. Die produzierenden Unternehmen wichen immer mehr auf den weitgehend unregulierten Werksverkehr aus. Seit 1938 gab es zunehmende Kritik an der Politik der Bevorzugung der Bahn, u. a. weil der LKW-Mangel beim Bau von Befestigungen an der Grenze nach Frankreich deutlich wurde. In der Folge wurden mehr Speditionslizenzen erteilt. Erst 1939 erhielt der Straßenbau Priorität; allerdings wurden auch Gummi und Benzin als kriegswichtige Rohstoffe immer knapper. So mussten im Krieg der Privatverkehr auf der Autobahn verboten und die Höchstgeschwindigkeit auf 80 km/h abgesenkt werden. Im Rahmen der seit 1936 betriebenen Autarkiepolitik („Vierjahresplan“), teils bereits seit 1934, war schon die Verwendung von Kautschuk, Messing, Chrom, Nickel und anderen Metallen für den Fahrradbau reglementiert worden. Mit Kriegsausbruch 1939 wurden zahlreiche Verkehrsplanungen zu den Akten gelegt. Die Eisenbahn wurde völlig den Bedürfnissen der Kriegswirtschaft und des Militärs untergeordnet. Unter der Parole „Räder müssen rollen für den Sieg - unnötige Reisen verlängern den Krieg“ versuchte man die Menschen von privaten Eisenbahnreisen abzuhalten.
Bereits im Mai 1933 wurde aus militärstrategischen Gründen das Reichsluftfahrtministerium aus dem Verkehrsministerium und Bereichen des Reichswehrministeriums ausgegliedert und Hermann Göring unterstellt. Man versuchte Flugzeugtypen zu entwickeln, die sowohl für den zivilen als auch für den militärischen Einsatz verwendbar waren, so z. B. die Messerschmitt Bf 108. Die 1926 unter maßgeblicher (etwa 80-prozentiger) Beteiligung des deutschen Staates gegründete, von Beginn an zu über 60 Prozent subventionierte Deutsche Lufthansa AG (ganz abgesehen von den Kosten der Flughäfen usw.), expandierte seit 1937 stark, blieb aber bis zum Kriegsbeginn 1939, als sie über ein Streckennetz von 50.000 Kilometern verfügte, subventionsbedürftig, wenn auch in geringerem Umfang als vor 1933. Eine Konkurrenz zwischen Luftfahrt, Schifffahrt und Eisenbahn wurde damals noch kaum empfunden.

## Bundesrepublik Deutschland bis 1989

### 1949–1956
Die Phase von der Staatsgründung 1949 bis zur Bundestagswahl 1953 stand im Zeichen der Wiederherstellung des im Krieg zerstörten Verkehrsnetzes in einem „System staatlich regulierter gemeinwirtschaftlicher Verkehrsbedienung“ mit festgesetzten Beförderungstarifen und ohne Gewerbefreiheit im Sinne eines unbeschränkten Marktzugangs.
Diese Phase war gekennzeichnet durch die Grundsätze gemeinwirtschaftlich regulierter Transporttarife, wie sie schon in den 1920er Jahren existierten:
- Betriebspflicht und Beförderungspflicht der Verkehrsträger unabhängig von Kosten- und Ertragsgesichtspunkten,
- Tarifpflicht, d. h. Bindung an staatlich festgesetzte Tarife,
- Tarifgleichheit für gleiche Strecken unabhängig von kostenwirksamen Besonderheiten der Verkehrsstrecke,
- Staffeltarife (nach Entfernung und Menge gestaffelt) zur Erhaltung dezentraler Standortstrukturen, wodurch z. B. der Transport von Kohle in revierferne Gebiete subventioniert wurde,
- Sozial- und Sondertarife z. B. für Kohle.

Trotz nicht kostengerechter Transportentgelte gab es bei den Verkehrsträgern bis zum Aufkommen der LKW-Konkurrenz (abgesehen von der Zeit der Weltwirtschaftskrise) keine Defizite. Die Trennung von Güternah- und -fernverkehr von 1931, die die LKW-Konkurrenz eindämmen sollte, wurde 1952 wieder eingeführt, nachdem sich der LKW-Bestand gegenüber 1948 etwa verdoppelt hatte. Sie blieb bis 1990 in Kraft. 1951 wurde auch eine Kontingentierung der Kapazitäten im Fernverkehr eingeführt, d. h. die Zahl der Zulassungen wurde begrenzt.
Dennoch expandierte in dieser Phase vor allem der betriebliche Eigenverkehr mit LKW erheblich (sog. Werksverkehr) und rief eine Verkehrskrise sowie erhebliche Probleme der Verkehrssicherheit hervor. 1951 wurden die Achslasten heraufgesetzt. 1953 folgte die Aufhebung jeglicher Geschwindigkeitsbegrenzungen für PKW (auch der innerörtlichen). Aufgrund des steigenden Defizits der Bundesbahn und erkennbarer Mängel der Verkehrspolitik vollzog die Bundesregierung – von 1949 bis 1966 ununterbrochen unter Minister Hans-Christoph Seebohm in der folgenden Legislaturperiode 1953–1957 eine halbherzige Kehrtwende und plante, die Bahn mit Transportverboten für Massengüter auf LKW und Kfz- und Mineralölsteuererhöhungen vor der Konkurrenz des Güterkraftverkehrs zu schützen. Diese Maßnahmen wurden vom Bundestag unter dem Druck der LKW-Lobby im März 1955 abgelehnt. Nur eine Werksverkehrsteuer wurde durchgesetzt. Gleichzeitig wurde die PKW-Motorisierung als Konjunkturmotor und sozialer Stabilitätsfaktor gefördert, z. B. durch „autogerechten“ Wiederaufbau der zerstörten Innenstädte und Einführung der Kilometerpauschale 1955 sowie dem Vorrang des PKW gegenüber dem LKW-Verkehr postuliert. Doch ließ sich die Wiedereinführung eines innerörtlichen Tempolimits nicht verhindern, da sich der PKW als bedeutendster Unfallfaktor erwies. Mit fast 71.000 Toten und über 1,9 Millionen Verletzten 1950–1956 war die Todesrate in der Bundesrepublik pro Fahrzeug fast viermal höher als in den USA.

### 1957–1990
Seit 1957 kam es zur allmählichen Liberalisierung der Verkehrsmärkte unter dem Druck der Kraftfahrtlobby und zum systematischen Ausbau des Autobahnnetzes. Zwischen 1957 und 1960 stieg der PKW-Bestand um 70 % auf 4,3 Millionen Fahrzeuge. 1959 erreichte die Zahl der Verkehrsopfer ein Rekordniveau. Obwohl die Bahn in der Bundesrepublik bis weit in die 1960er Jahre hinein das wichtigste Verkehrsmittel war, gelang es dem Staatsunternehmen nicht, schwarze Zahlen zu schreiben. Es musste die Kosten für den Wiederaufbau der im Krieg zerstörten Bahnanlagen tragen und zugleich mit der Massenmotorisierung konkurrieren. Die Folge dieses Wettbewerbsdruckes war die Stilllegung zahlreicher unrentabler Nebenstrecken mit mehreren Tausend Kilometern Schiene in den 1960er und 1970er Jahren, während gleichzeitig so gut wie keine Streckenneubauten in Betrieb genommen wurden.
Nach Jahren der Bezuschussung der Bundesbahn wurde mit dem Straßenbaufinanzierungsgesetz von 1960 der Vorrang des Straßenbaus faktisch festgeschrieben. 1961 wurden zahlreiche Landes- und Gemeindestraßen zu Bundesstraße heraufgestuft und die geschäftsmäßige Personenbeförderung im Gelegenheits-, nicht jedoch im Linienverkehr liberalisiert. Seither nahm die Bedeutung des öffentlichen Verkehrs bis Anfang der 1980er Jahre immer weiter ab.
Seit 1961 traten die zunehmenden Folgekosten der Massenmotorisierung ins Bewusstsein: 1961 wurde eine Sachverständigenkommission berufen, welche die Verkehrsverhältnisse in den Gemeinden untersuchen und 1964 Reformvorschläge unterbreiten sollte. Die Kommission forderte Vorrang für den ÖPNV und eine Begrenzung des innerstädtischen PKW-Verkehrs durch Parkverbotszonen und Aufhebung der Kilometerpauschale. Seit 1964 häuften sich auch parlamentarische Initiativen gegen die automobilbedingte Luftverschmutzung. Damals erreichte das Umweltbewusstsein offenbar ein Niveau wie erst wieder Ende der 1970er und Anfang der 1980er Jahre. Da sich 1967 die Automobilkonjunktur abgekühlt hatte, wurden erste Abgasnormen erst im durch eine Verordnung vom Oktober 1968 eingeführt und in der Folge einer Übereinkunft im EWG-Rahmen verschärft.
Der Versuch des Verkehrsministers der Großen Koalition Georg Leber von 1968, den LKW-Verkehr einzudämmen („Leber-Plan“), verbunden mit einer minimalen befristeten Mehrbelastung des Güterverkehrs durch eine Straßengüterverkehrssteuer und dem Versuch der Lizenzierung des Werksfernverkehrs, scheiterten, u. a. weil die Bundesbahn keine kostengünstigen Alternativangebote unterbreiten konnte. Die sozialliberale Koalition nahm unter dem Einfluss des Berichts des Club of Rome über die Grenzen des Wachstums umweltpolitische Sofortmaßnahmen in Angriff, die auch die Kfz-Emissionen betrafen (Benzinbleigesetz von 1971). Die Rekordzahl von 19193 Verkehrstoten im Jahre 1970 führte 1972 zum Tempolimit von 100 km/h auf den außerörtlichen Straßen. Auch um die Spurbreite auf den Autobahnen entbrannten Auseinandersetzungen: Der Regelquerschnitt von 1955 wurde leicht von 30 Metern auf 29 Meter reduziert. Seit 1972/73 flachten die Zuwachsraten für den Straßenbau ab. Auch der Sachverständigenrat für Umweltfragen kam 1973 in einem Gutachten zu dem Schluss, dass die gesellschaftlichen Kosten des PKW-Verkehrs falsch wahrgenommen würden und dass seine externen Kosten stärker berücksichtigt werden müssten.
Die Ölkrise von 1973/74 unterstrich zudem den Widerspruch zwischen Ökologie und Ökonomie. Trotz symbolisch wirksamer Sonntagsfahrverbote erlitten die Ansätze zu einer umweltbewussten Verkehrspolitik einen schweren Rückschlag, der sie bis in die 1980er Jahre hinein ausbremste. Die Gewerkschaften reihten sich in die Kraftfahrt-Lobby ein, die Bürgerinitiativen und Dachverbände der Umweltbewegung bildeten ein zu schwaches Gegengewicht und organisierten sich erst Ende der 1970er Jahre überregional im Arbeitskreis Verkehr und Umwelt. So scheiterten wiederholt Versuche des Bundesinnenministeriums, Grenzwerte für Lärm festzusetzen. Erst seit 1979 wurden Umweltschutzaspekte beim Straßenbau systematisch überprüft und erst nach langen Diskussionen 1983 die Katalysatortechnik durchgesetzt. Die Lärmschutzauflagen wurden allerdings 1986 und 1990 erheblich verschärft.
Auch im Bahnbereich gab es einen erheblichen Modernisierungsstau. Das bezieht sich auf Verzögerungen in der Einführung des Container- und Huckepackverkehrs, auf die unzureichenden Aktivitäten der Bundesbahn im stark wachsenden grenzüberschreitenden Güterverkehr, aber auch auf die geringen Geschwindigkeiten der Schnellzüge im Personenfernverkehr. Erst 1973 wurde mit dem Bau der ersten größeren Neubaustrecke nach dem Krieg (Hannover-Würzburg) begonnen, was eine erhebliche Fahrzeitenverkürzung mit sich brachte. Außerdem wurden die Grenzen der Rad-Schiene-Technologie aufgrund der Faszination durch das Prestigeobjekt Magnetschwebezug lange Zeit falsch eingeschätzt. Erst 1984 – sieben Jahre nach dem Start der Hochgeschwindigkeitstrassen in Frankreich – wurde der Bau eines deutschen Hochgeschwindigkeitszuges in Angriff genommen, der den Betrieb erst 10 Jahre nach dem TGV 1991 aufnahm.
Seit dem Regierungswechsel 1982 traf die Forderung nach Deregulierung des Verkehrs auf fruchtbaren Boden. Das Urteil des Europäischen Gerichtshofs von 1985 zur Dienstleistungsfreiheit führte 1987 zur Einsetzung einer Expertenkommission zum Abbau marktwidriger Regulierungen, die ihren ersten Bereich 1990 vorlegte. Hierin wird die Effizienz der Privatisierung und Ausschreibungen von Verkehrsdienstleistungen – ggf. mit Subventionierung der Versorgung abgelegener Regionen – im Vergleich zu den unflexiblen öffentlichen Unternehmen betont. Das führte zur Freigabe der Gütertarife und zur Ende 1993 verabschiedeten Bahnreform mit der Freigabe des Schienennetzes für konkurrierende Betreiber, was angesichts der hohen Trassenpreise jedoch sofort zur Kritik führte. Gleichzeitig wurden die Weichen für die Eingliederung des Schienennahverkehrs in regionale Verkehrsverbünde und für eine erhöhte verkehrsplanerische Verantwortung der Regionen gestellt.
Trotz des Urteils des EuGH und einer Untätigkeitsklage des Europäischen Parlaments wehrte die Bundesregierung gemeinsam mit Frankreich und Italien eine vollständige Liberalisierung des Güterverkehrs bis 1988 erfolgreich ab. In diesem Jahr beschloss der EU-Ministerrat, ab 1990 die freie Preisbildung im grenzüberschreitenden Güterverkehr zuzulassen. Da der Anteil der deutschen Spediteure am grenzüberschreitenden Kfz-Güterverkehr infolge dieser Regelung sank, wurde 1995 eine Straßenbenutzungsgebühr für LKW eingeführt.

## DDR bis 1990
Im März 1948 konstituierte sich die mit erweiterten wirtschaftslenkenden Aufgaben betraute Deutsche Wirtschaftskommission mit der Hauptverwaltung Verkehr (HVV) und den Generaldirektionen Reichsbahn, Schifffahrt sowie Kraftverkehr und Straßenwesen. Alle landeseigenen Bahnen sollten in den Besitz der HVV übergehen, Privatbahnen wurden übernommen, Autobahnen in die Verantwortung der Generaldirektion Kraftverkehr und Straßenwesen sowie Hafenanlagen und Großreedereien in die Verantwortung der Generaldirektion Schifffahrt überführt werden. Nach Gründung der DDR am 7. Oktober 1949 unterstanden die Generaldirektionen Reichsbahn, Schifffahrt und Kraftverkehr und Straßenwesen dem Ministerium für Verkehr (MfV). 1953 wurde das Ministerium einschließlich der ihm zugeordneten Generaldirektionen aufgelöst und durch das Ministerium für Eisenbahnwesen und die Staatssekretariate für Schifffahrt sowie für Kraftverkehr und Straßenwesen abgelöst. Bereits im November 1954 wurden diese drei Behörden im Ministerium für Verkehrswesen (MfV) wieder vereinigt. Die Regulierung des motorisierten Verkehrs erfolgte durch die Abteilung Kraftverkehr im Ministerium für Verkehrswesen. Auf der zweiten Ebene der Verwaltung, der Bezirksebene, entstanden die Bezirksdirektionen Kraftverkehr (BDK), deren Aufgaben nach 1972 auf die Verkehrskombinate übertragen wurden.
Nach dem Krieg besaß die DDR bereits ein relativ dichtes Autobahnnetz, das die wichtigsten Städte in der sächsischen Industriezone miteinander und diese mit der Hauptstadt Berlin verband. Die DDR weitete ihr Autobahnnetzwerk mit Strecken zwischen Leipzig und Dresden im Jahre 1971 und zwischen Berlin und Rostock im Jahre 1978 aus. Die auch in der DDR betriebene Arbeitsteilung zwischen den produzierenden Großbetrieben förderte das Güterverkehrsaufkommen. Der LKW-Verkehr wurde im Vergleich zu Westdeutschland sogar stärker gefördert, um die durch die Demontage von 11.800 km ihres Schienennetzes (meist zweite Streckengleise) sowie der Oberleitungen und der elektrischen Bahnausrüstung und Lokomotiven geschwächte Reichsbahn zu entlasten, was jedoch nicht von entsprechendem Ausbau der Fernstraßen begleitet wurde. Stattdessen gab die Regierung und das Ministerium für Verkehrswesen aus politischen Erwägungen hauptsächlich wenigen punktuellen Großprojekten Vorrang (z. B. Berliner Außenring, Wiederaufbau der Strecke Neustrelitz–Plaatz, S-Bahn Berlin, Elektrifizierung des Gesamtnetzes, Bahnstrecke Merseburg–Halle-Nietleben).
Als im Jahre 1980 die Sowjetunion die Öllieferungen in die DDR reduzierte, kam es zu einem grundlegenden Strategiewechsel im Gütertransport. Langstreckentransporte mit dem LKW wurden aufgegeben und stattdessen der Gütertransport auf die Eisenbahn übertragen. Die Ausbreitung des Werksverkehrs wurde schon seit Ende der 1950er Jahre beschränkt; man versuchte die Transportleistungen der Volkseigenen Betriebe und Kombinate der produzierenden Wirtschaft auf die mit einem regionalen Monopol ausgestatteten Verkehrskombinate outzusourcen, also zu einer Bündelung der Verkehre zu kommen, ohne dabei jedoch auf die Besonderheiten der Wertschöpfungsketten Rücksicht zu nehmen. Dadurch wurde anders als in der Bundesrepublik die Entscheidungsfreiheit des Managements der produzierenden Betriebe über die Formen der Auslieferung stark beschränkt, während zugleich die Dienste der Verkehrskombinate in einer Mangelökonomie, in der die Regionen zu wenig in Fahrzeugflotte investierten, durch störanfällige Fahrzeuge, reparaturbedingte Verzögerungen, lange Warteschlangen und schlechten Service geprägt waren. Dringende Lieferungen z. B. von Ersatzteilen wurden verzögert, weil sich Fahrten mit teilweise leeren Fahrzeugen für die Verkehrskombinate nicht lohnten und die Maximierung der Tonnenkilometer als wichtigste Zielgröße galt. Außerdem konnten keine Kundenkontakte zwischen den wechselnden Fahrern auf ihren wechselnden Routen einerseits und den Kunden andererseits aufgebaut werden.
Nach den ersten freien Volkskammerwahlen am 18. März 1990 wurde das Ministerium für Verkehrswesen in Ministerium für Verkehr (MfV) umbenannt. Die interne Struktur wurde in Anlehnung an das Bundesministerium für Verkehr (BMV) reorganisiert. Mit Vorrang wurde in der Folgezeit der Anschluss des Territoriums der DDR an die internationalen Verkehrsverbindungen betrieben. Bedingt durch den massiven Rückgang des Güterverkehrs im Bereich der Reichsbahn wurde 1990 die Realisierung verschiedener Planungen aus DDR-Zeiten hinausgezögert oder ganz verworfen. Zahlreiche zentralgeleitete Betriebe wurden in Kapitalgesellschaften umgewandelt.

## Gesamtdeutschland

### 1990–2013
Bis 1990 war der Straßenbauetat der größte Posten im Bundeshaushalt. Nach der Wiedervereinigung entstand in Ostdeutschland zunächst ein Verkehrschaos, da in der DDR das Straßennetz zugunsten des Rohstofftransports per Bahn vernachlässigt wurde und nur schwach ausgebaut war. Zusätzliche Belastungen brachte der stark wachsende Ost-West-Transitverkehr. Rasch mussten neue Finanzierungsquellen erschlossen werden, wozu die Mineralölsteuererhöhungen der frühen 1990er Jahre dienten. In diesem Zusammenhang entbrannte ein Streit um eine ökologische Reform der Verkehrsbesteuerung, der bis heute anhält. Seit Mitte der 1990er Jahre traten die externen Kosten des nach der Wende explosionsartig gewachsenen LKW-Verkehrs in den Blick der Politik (durch die „Buckelpistendebatte“, Brückensperrungen usw.), was zur Einführung der LKW-Maut im Januar 2005, der Spreizung der Mautsätze nach Schadstoffausstoß ab 1. Januar 2009 (allerdings bei gleichzeitiger Absenkung der Kfz-Steuer für schwere LKW) sowie zur Forderung der CSU nach einer PKW-Maut führte. Dennoch wurden seit Mitte 2005 auch immer mehr Ausnahmegenehmigungen zum Betrieb von überlangen EuroCombis in Deutschland auf Grund von § 70 StVZO und § 29 StVO in verschiedenen Bundesländern erteilt. Die Zunahme der Schäden an der Infrastruktur verläuft seit Jahren immer noch schneller als die Erschließung neuer Finanzquellen zu ihrer Sanierung.
Durch die Bahnreform von 1994 erfolgte Umwandlung von Bundesbahn und Reichsbahn in eine neue, privatrechtlich organisierte Eisenbahngesellschaft des Bundes, der Deutschen Bahn AG und die Entschuldung des neuen Unternehmens. Gleichzeitig wurden private Bahnanbieter zugelassen. Durch Einsetzung der Aufsichtsratsmitglieder der Kapitalseite durch die Bundesregierung gelangten auch mehrere Vertreter aus der Autobranche und der Luftfahrt im Bahnkonzern in führende Positionen.
Während die Bahn die Hochgeschwindigkeitsstrecken ausbaute und spektakuläre Großprojekte wie Stuttgart 21 ankündigte, gelang die Wiederbelebung des Schienenverkehrs nur bedingt. Erfolgreich war allenfalls die Stärkung des Nahverkehrs durch das Engagement der Länder und neue Konzepte für regionale Verbundnetze. Die Netzkapazität wurde durch Abbau von Weichen und Überholgleisen reduziert, der Güterverkehr zog sich aus der Fläche zurück. Die Finanzkrise von 2008 verhinderte den Versuch, die Bahn an die Börse zu bringen.

### Seit 2013
Ein neuer Akzent der Verkehrspolitik wurde gesetzt, als im Dezember 2013 das Verkehrsressort, welches über Jahre hinweg mit den Zuständigkeiten für Wohnungsbau und/oder Stadtentwicklung verbunden war, im Kabinett Merkel III zum Bundesministerium für Verkehr und digitale Infrastruktur unter Minister Alexander Dobrindt umgebaut und damit zu einer Art Infrastruktur- und Netzministerium wurde. Diese Funktion wird verstärkt durch den geplanten Aufbau der Autobahn GmbH des Bundes, die ab 2021 die Zuständigkeit für 13.000 km Autobahn und einige vierstreifige Bundesstraßen (Kraftfahrstraßen) erhielt. Künftig sollen auch die Zuständigkeiten für Planfeststellungs- und Plangenehmigungsverfahren sowie die Befreiung von diesen Verfahren für Bundesfernstraßen vom Bund wahrgenommen werden. Damit einher geht die verstärkte Abkehr von der Steuer- hin zu Nutzerfinanzierung der Fernstraßen. Seit 1. Juli 2018 gilt für LKW auf allen Bundesstraßen die Mautpflicht.
Im VW-Abgasskandal 2015/16 wurde deutlich, dass das Bundesverkehrsministerium die Angaben der Automobilindustrie zu den Abgaswerten nie kontrolliert hatte, obwohl es fortwährend von der Deutschen Umwelthilfe und auch vom Umweltbundesamt auf die Unstimmigkeit der Messwerte insbesondere bei Dieselfahrzeugen aufmerksam gemacht wurde.
In den letzten Jahren gewinnt die Radverkehrspolitik an Bedeutung. Seit 2016 haben sich in rund ein Dutzend deutscher Städte Bürgerinitiativen zum Radverkehr gebildet, um sich für den Ausbau der Radinfrastruktur starkzumachen.
Schon im August 2009 hatte die Bundesregierung einen Nationalen Entwicklungsplan Elektromobilität vorgelegt, dessen Ziel es war, Klimaschutz mit Industriepolitik zu verknüpfen. Dabei sollte Deutschland zum Leitmarkt für Elektromobilität gemacht werden, indem bis 2020 eine Million Elektrofahrzeuge auf die Straßen gebracht werden sollten. Doch erst seit etwa 2017 – aufgrund der Diskussionen um unzulässige Feinstaubwerte und Klimawandel – wurde die Elektromobilität zum beherrschenden Thema der Verkehrspolitik; die 2009 formulierten Ziele wurden nicht erreicht.

## Probleme und Instrumente
Als sogenanntes Predict-and-provide-Paradigma bezeichnet, dominierte lange Zeit die Denkschule die Verkehrspolitik, nach der eine prognostizierte zunehmende Verkehrsnachfrage durch die Bereitstellung einer entsprechenden Verkehrsinfrastruktur zu befriedigen ist. Hauptprobleme der Verkehrspolitik waren über lange Zeit:
- die Beeinflussung der Anteile der konkurrierenden Verkehrsträger am Verkehrsaufkommen (Modal Split), z. B. Konkurrenz beim Güterverkehr zwischen Schienenverkehr und Straßenverkehr und
- die Auflösung des Zielkonflikts zwischen Verkehrsumweltpolitik und Verkehrswirtschaftspolitik durch Berücksichtigung ökologischer und ökonomischer Kriterien. Auf diesem Gebiet hat sich das Deutsche Verkehrsforum, ein Interessenverband der Logistikunternehmen, 1984 als Verkehrsforum Bahn gegründet, mit der Definition des Begriffs der Vernetzung der Verkehrsträger einen Namen gemacht. Dieser Begriff wird heute von Wirtschaft, Wissenschaft und Politik für das ökonomisch und ökologisch sinnvolle Zusammenwirken von Schiene, Straße, Wasserstraßen und Luftverkehr benutzt.

Durch verschiedene Instrumente und Maßnahmen wird versucht diese Probleme zu lösen:
- Maßnahmen der Ordnungspolitik – Regulierung des Verkehrs durch Verbesserung des Wettbewerbs, Regulierung der Märkte u. ä.
- Maßnahmen der Strukturpolitik – Erreichung bestimmter volkswirtschaftlicher Ziele
- Zielsetzungen der Wirtschafts-, Umwelt- und Sozialpolitik – erlauben ein Abweichen vom Grundsatz der Kostendeckung
- Maßnahmen der Technologiepolitik zur telematischen Verkehrslenkung und Erhöhung der Verkehrssicherheit.

Doch blieb die Verkehrspolitik lange Zeit durch eine zunehmende Diskrepanz zwischen programmatischem Anspruch und realer Umsetzung gekennzeichnet. So herrschte einerseits die Einschätzung vor, dass der Zuwachs des motorisierten Individualverkehrs in den Industrie- und Schwellenländern den Kriterien einer nachhaltigen Entwicklung widersprach. Jahrzehntelang reagierte die Politik immer wieder mit umfangreichen Programmen, um den negativen Effekten der Massenmotorisierung zu begegnen. Demgegenüber verlief die reale Entwicklung in eine entgegengesetzte Richtung. Kritiker wollen risikoärmere und umweltgerechtere Mobilität für alle Bevölkerungsgruppen fördern (sog. Sanfte Mobilität). Dieser Ansatz kann als Mobilitätspolitik bezeichnet werden, die im Gegensatz zur Verkehrspolitik nicht das Angebot an Verkehrswegen, sondern die Nachfrage nach Mobilität bzw. die Bedürfnisse der Nutzer in den Vordergrund stellt.
Verbreitete Ansätze einer an Nachhaltigkeit ausgerichteten Verkehrspolitik zur Verkehrswende sind Verkehrsvermeidung, Verkehrsverlagerung, Verkehrsberuhigung und eine umweltverträgliche Abwicklung des verbleibenden Verkehrsbedarfs. Doch in kaum einem anderen Politikfeld ist die Lücke zwischen dem programmatischen Anspruch einer umweltfreundlichen Mobilität, den alle Parteien in Regierungsverantwortung formuliert haben, und der realen Entwicklung so groß.
Der internationale Schienenpersonenfernverkehr soll nach dem Motto »Zug statt Flug« verstärkt gefördert werden. Dazu haben die Verkehrsminister aus Deutschland, Frankreich, Österreich und der Schweiz im Dezember 2020 einen Grundsatzentscheid gefällt und die vier Staatsbahnen SBB, DB, ÖBB und SNCF eine entsprechende Absichtserklärung unterzeichnet.

## EU-Verkehrspolitik

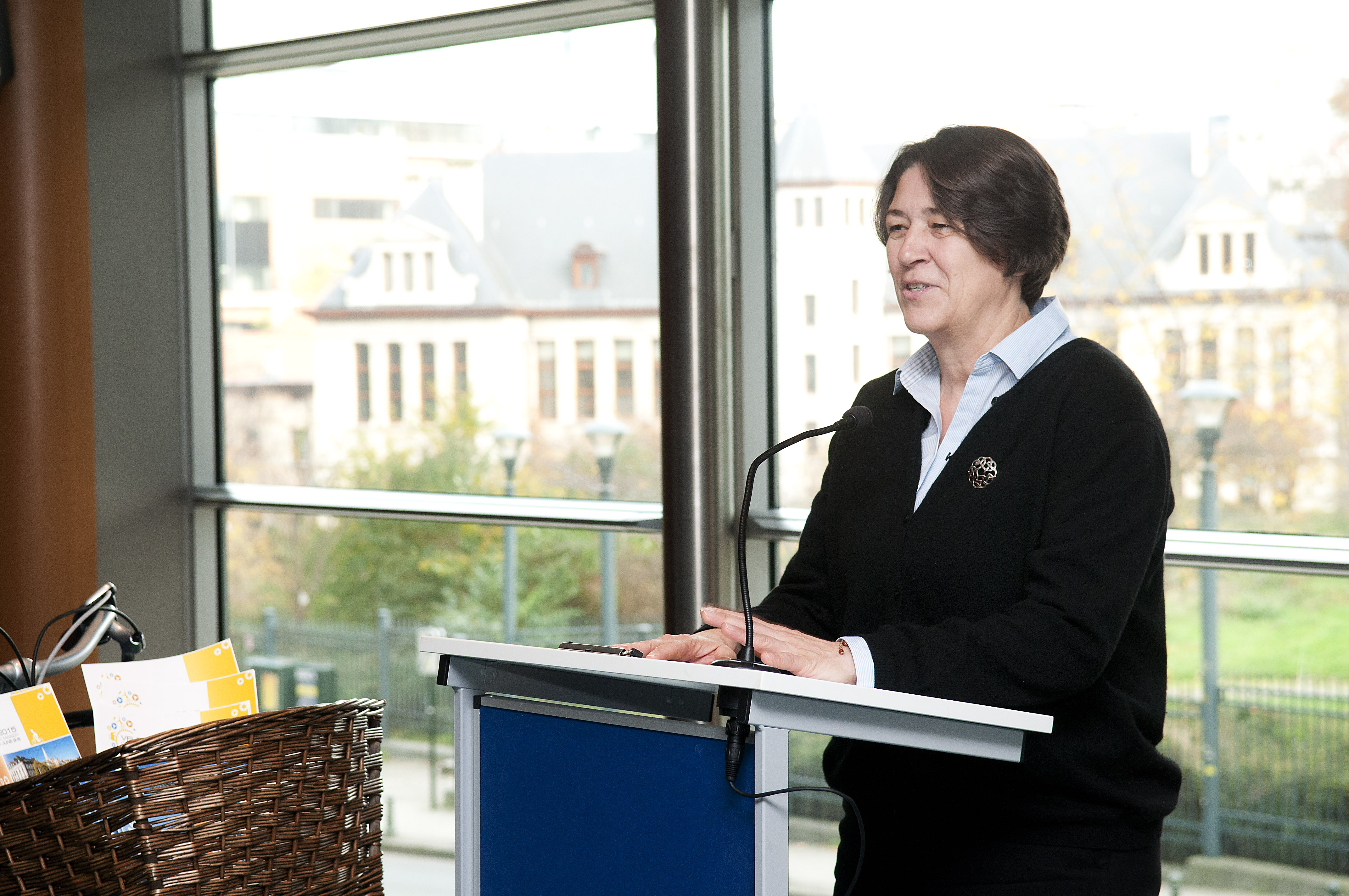
EU-Verkehrskommissarin Violeta Bulc

Die Europäische Union baut den Europäischen Binnenmarkt weiter aus. Dies wirkt sich seit den 1960er Jahren auch auf die deutsche Verkehrspolitik aus, z. B. durch Erhöhung der zulässigen LKW-Abmessungen in zwei Schritten 1960 und 1965.
Heute bestehen einheitliche Marktordnungen im Luftverkehr, in der Binnenschifffahrt und im Landverkehr.
Meilensteine waren:
- 1973: Festsetzung multilateraler Kontingente im internationalen Straßengüterverkehr durch die Europäische Konferenz der Verkehrsminister (CEMT)
- 1985: Mailänder Beschlüsse – Schaffung eines freien Verkehrsmarktes im Zuge der Vollendung des Binnenmarktes in der Europäischen Gemeinschaft bis 1992
- 1990: Transport 2000 plus – Vorschläge der Europäischen Kommission zur Weiterentwicklung der EG-Verkehrspolitik[29]
- 1992: Grünbuch der Europäischen Kommission zum Thema Die Auswirkungen des Verkehrs auf die Umwelt: Eine Gemeinschaftsstrategie für eine umweltbewusste Verkehrspolitik; Weißbuch der Europäischen Kommission zum Thema Die künftige Entwicklung der gemeinsamen Verkehrspolitik – Gemeinschaftsstrategie für eine auf Dauer tragbare Mobilität (sustainable mobility)
- 1993: Kabotagefreiheit; Richtlinie über die Besteuerung der LKW und die Erhebung von Maut- und Straßenbenutzungsgebühren durch den Ecofin-Rat. 1998 erhielt jeder Fuhrunternehmer ungehinderten Zugang zu den nationalen Transportmärkten der Mitgliedsländer.
- 2011: Verordnung über den grenzüberschreitenden Güterkraftverkehr und den Kabotageverkehr (GüKGrKabotageV, Kabotageverordnung, geändert 2021)

Seit 1996 werden die Eisenbahnmärkte schrittweise geöffnet. Nachdem die vollständige Netzöffnung für den Güterverkehr zum 1. Januar 2007 erfolgt war, wurde am 1. Januar 2010 das europäische Schienennetz auch im grenzüberschreitenden Personenverkehr für alle in der EU zugelassenen Eisenbahnunternehmen geöffnet, einschließlich des Rechts, Fahrgäste an Zwischenhalten aufzunehmen oder abzusetzen. Wie sich der Verkehr weiterentwickeln wird, hängt entscheidend von den EU-Richtlinien ab. Diese müssen in nationales Recht umgesetzt werden, so dass die europäische Verkehrspolitik gegenüber der nationalen Politik an Bedeutung gewinnt.
Mit dem wirtschaftlichen Wachstum stieg bisher auch immer der Transportbedarf. Ein Ziel der Europäischen Union ist, diese Wachstumsprozesse voneinander zu entkoppeln, so dass die Wirtschaft bei sinkendem Verkehr weiter wächst. Bisher wird dieses Schlüsselziel aber nicht erreicht.
Ein weiteres Ziel der EU ist die Stabilisierung der Anteile bei den einzelnen Transportmitteln auf dem Stand von 1998 bis 2010. Jedoch wächst vor allem der Straßen- und Luftverkehr (verdoppelt sich bis 2020), Schifffahrt, Bahnen und Busse verlieren Anteile.
Im März 2011 veröffentlichte die EU-Kommission ein Weißbuch und stellt darin den Fahrplan für eine zukünftige europäische Verkehrspolitik bis zum Jahr 2050 vor. Kernziele der europäischen Verkehrspolitik sind:
- Verlagerung des Verkehrs von der Straße auf Schiene und Wasser, Senkung der CO2-Emissionen und mehr Mobilität;
- Verlagerung der Personenbeförderung bei Strecken ab 300 Kilometer auf die Schiene bis 2050 um 50 %;
- Der Güterverkehr soll bis 2050 vermehrt auf den Eisenbahn- oder Schiffsverkehr umsteigen.
- Senkung der verkehrsbedingten CO2-Emissionen bis 2050 um 60 Prozent, auch um Europas Abhängigkeit von Öleinfuhren drastisch zu verringern.